# Jakobmayer

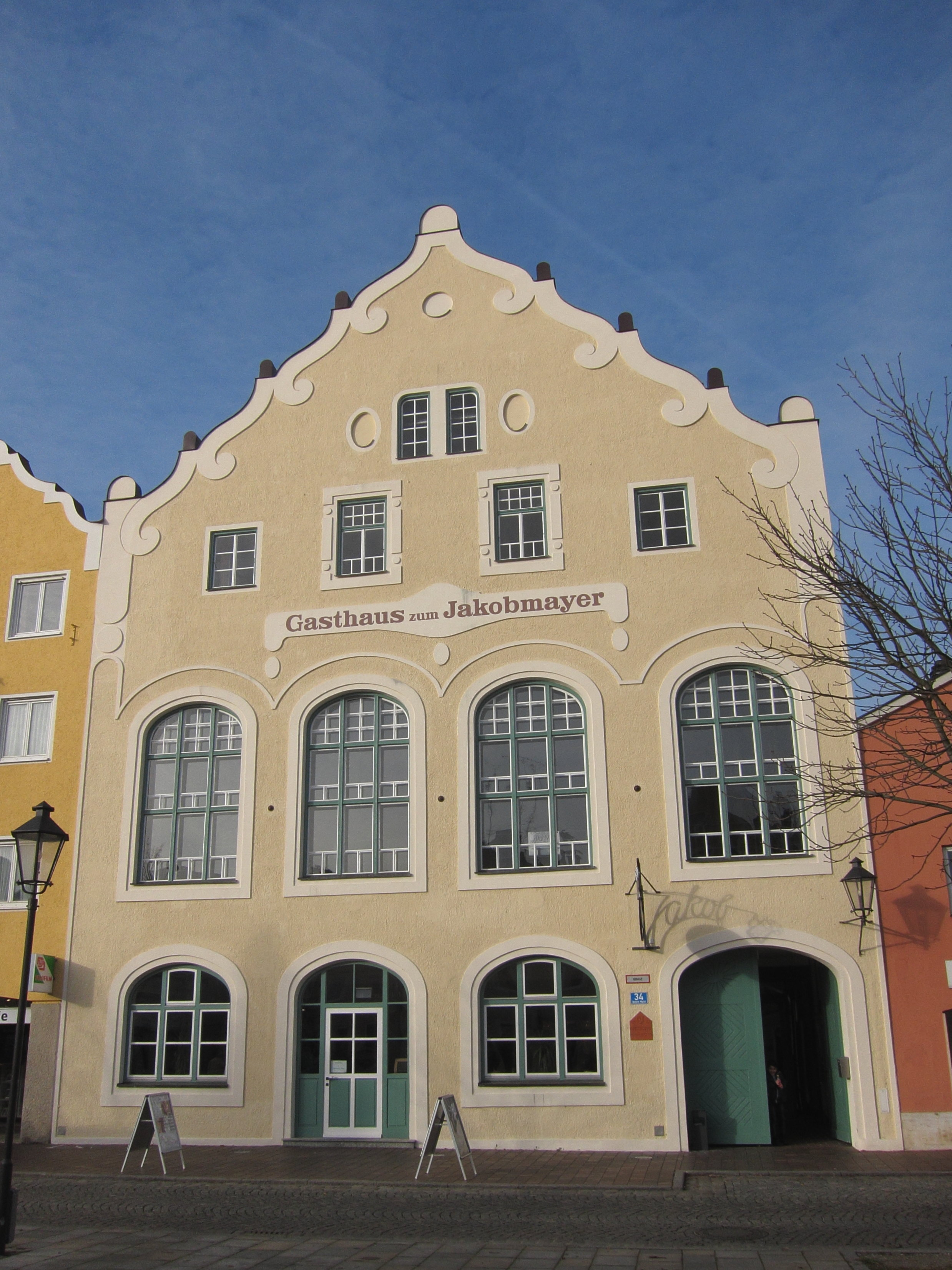
Gasthaus zum Jakobmayer

Der Jakobmayer ist ein denkmalgeschütztes Gasthaus mit Kulturzentrum am Unteren Marktplatz in Dorfen in Oberbayern.

## Geschichte
Die erste urkundliche Erwähnung des Jakobmayer-Anwesens in Dorfen stammt aus dem Jahr 1717. Die damalige Wirtin und Bierbrauerin Jakobe Mayrin gab dem Wirtshaus vermutlich seinen Namen.
1904 ging das Gebäude in den Besitz der Brauereifamilie Bachmayer (heute Hörmann) über. 1910 wurden vom Bezirksamt Erding Renovierungsarbeiten gefordert – der Dorfener Bierkrieg im Jahr 1910 und die damit verbundenen Ausschreitungen und Brandstiftungen kamen dem zuvor: Am 5. Juni 1910 wurden die Freiwillige Feuerwehr in Dorfen und zahlreiche andere Wehren der Umgebung aufgrund von Bränden in Dorfen alarmiert. In Flammen standen neben der Gaststätte Soafa der Wailtl-Brauerei auch der Jakobmayer. Die Feuerwehren konnten ein Übergreifen auf benachbarte Gebäude nicht verhindern, so dass am Ende sieben Gebäude zerstört wurden.
Im gleichen Jahr begannen die Aufbauarbeiten des neuen zweigeschossigen Jakobmayer-Gebäudes im barockisierenden Jugendstil, der entstandene Saal mit sechs Säulen und einer umlaufenden Galerie wurde in der Folgezeit zum Mittelpunkt des gesellschaftlichen und kulturellen Lebens in Dorfen. 1946 bis 1950 befanden sich im Jakobmayer auch die Verwaltung der jüdischen DP-Gemeinde, ein Aufenthaltsraum sowie ein Lesesaal.
Ab 1964 wurde der historische Saal allerdings nicht mehr bewirtschaftet, das Wirtshaus wurde von 2000 bis 2011 nicht mehr betrieben. 2002 erwarb die Stadt Dorfen das „Gasthaus zum Jakobmayer“ von der Brauereifamilie Hörmann. Am 11. November 2011 (11.11.11) wurde das Jakobmayer Kulturzentrum neu eröffnet, ein Kinogebäude wurde in Form eines Kubus angebaut.

## Baubeschreibung
Der Gasthof am Unteren Marktplatz 34 ist unter der Aktennummer D-1-77-115-27 als denkmalgeschütztes Baudenkmal verzeichnet. Die Beschreibung in der Denkmalliste lautet:
Gasthaus zum Jakobmayer: zweigeschossiger Satteldachbau mit Mezzanin und Fassade im barockisierenden Jugendstil, um 1910 